# Islândia no Festival Eurovisão da Canção
Islândia participou no Festival Eurovisão da Canção 38 vezes desde sua estreia em 1986, falhando, apenas, as edições de 1998 e de 2002, por não se ter qualificado.

## Galeria

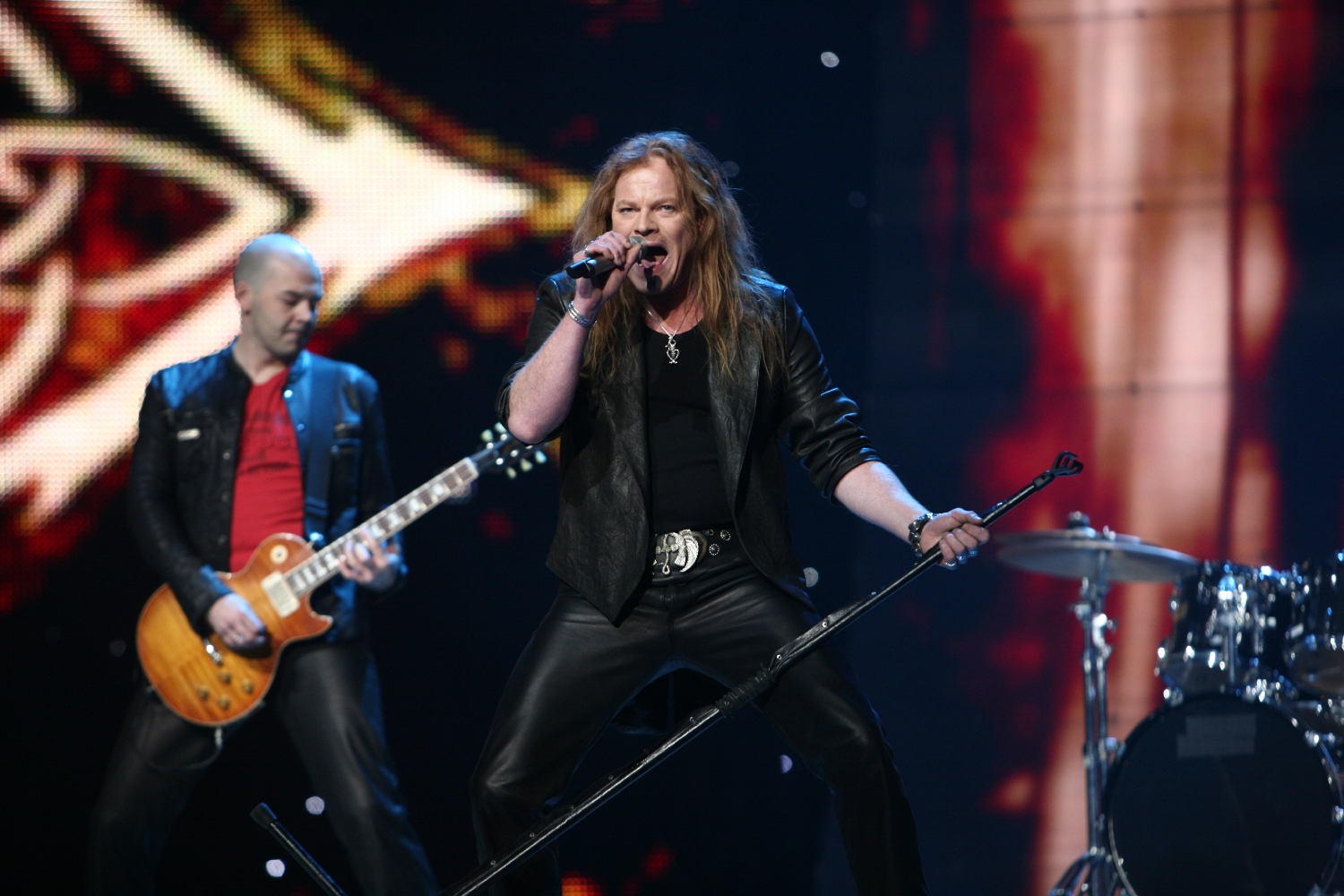
Eiríkur Hauksson em Helsinkia (2007)
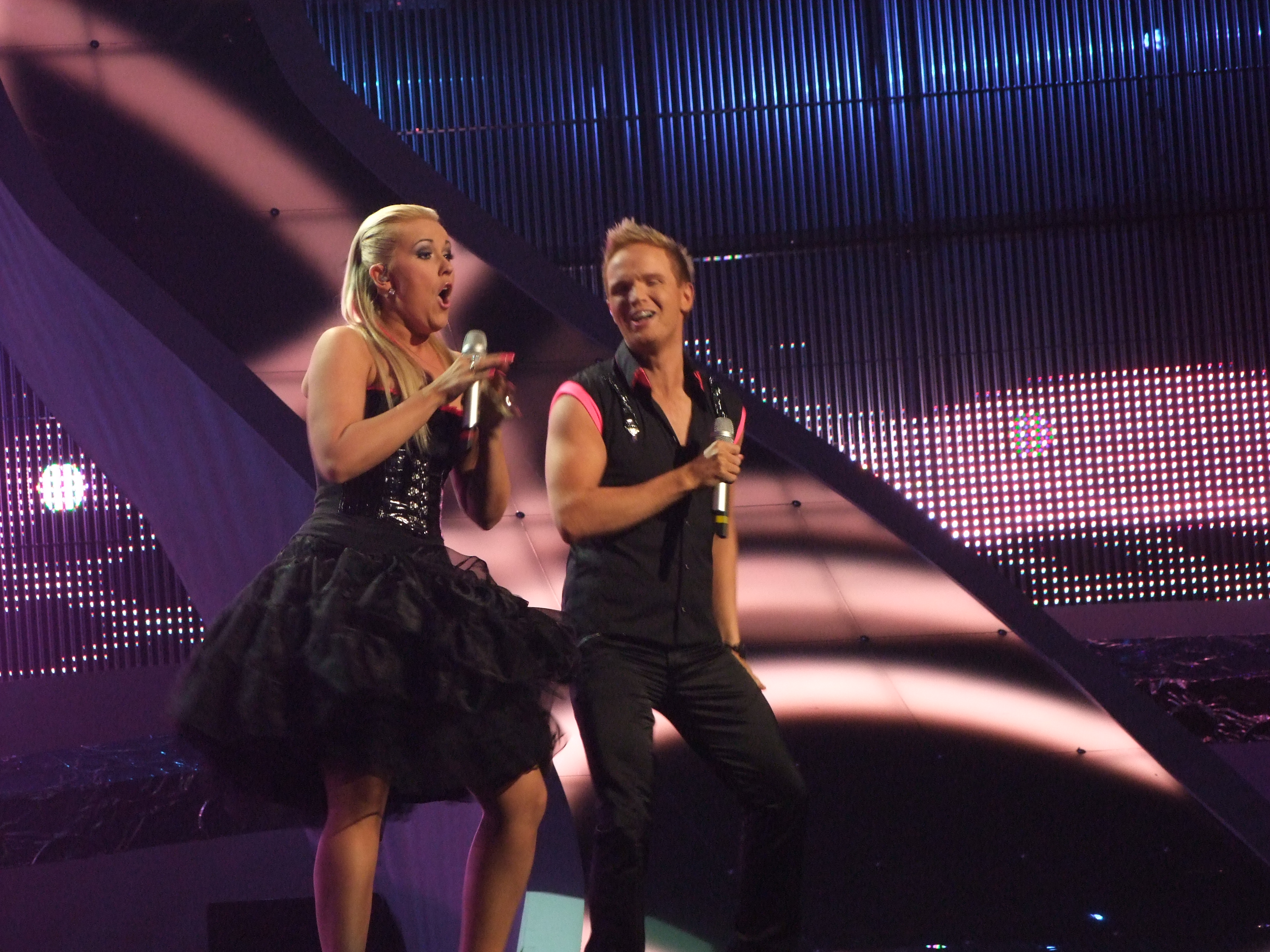
Euroband em Belgrado (2008)
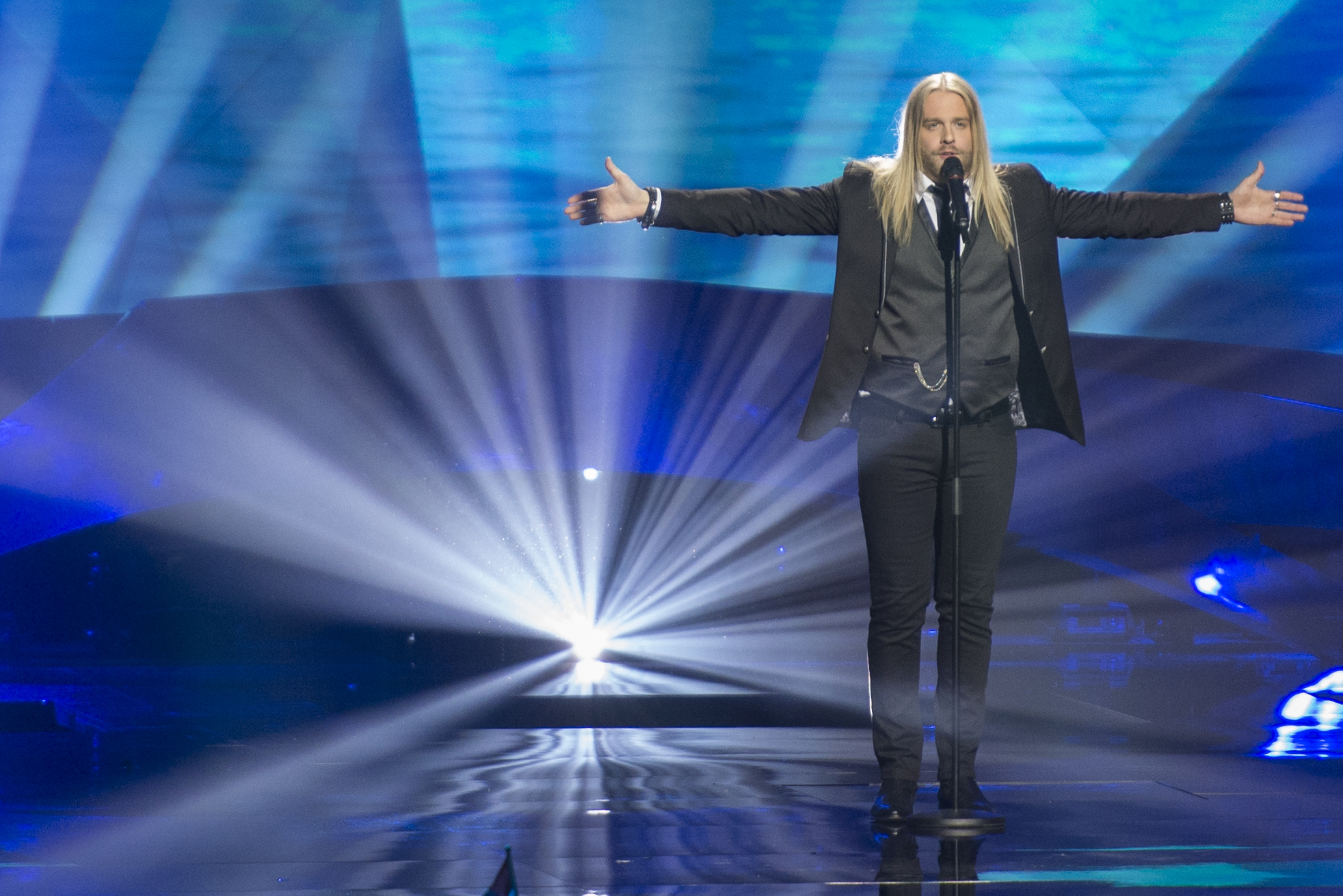
Eythor Ingi em Malmö (2013)
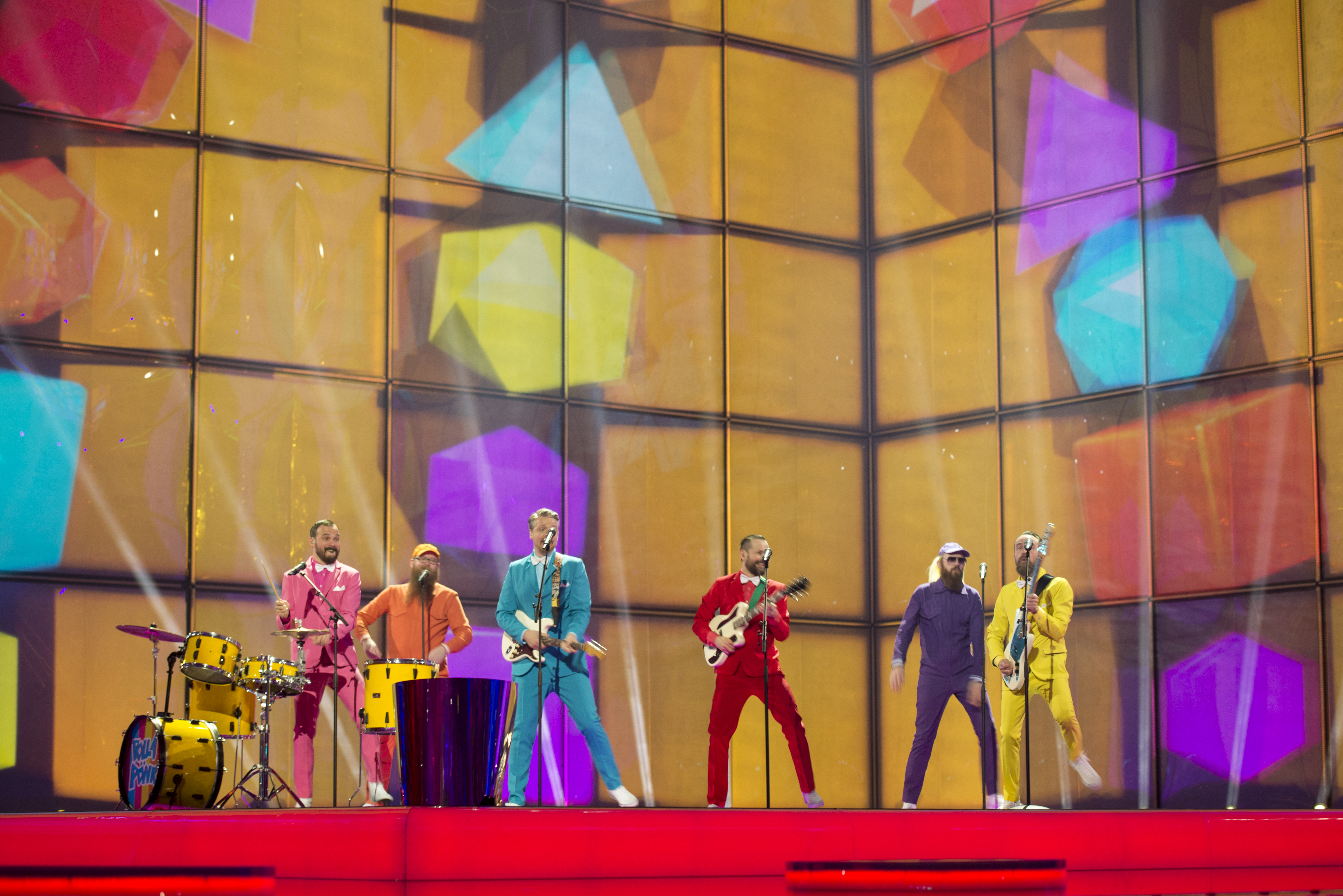
Pollapönk em Copenhaga (2014)
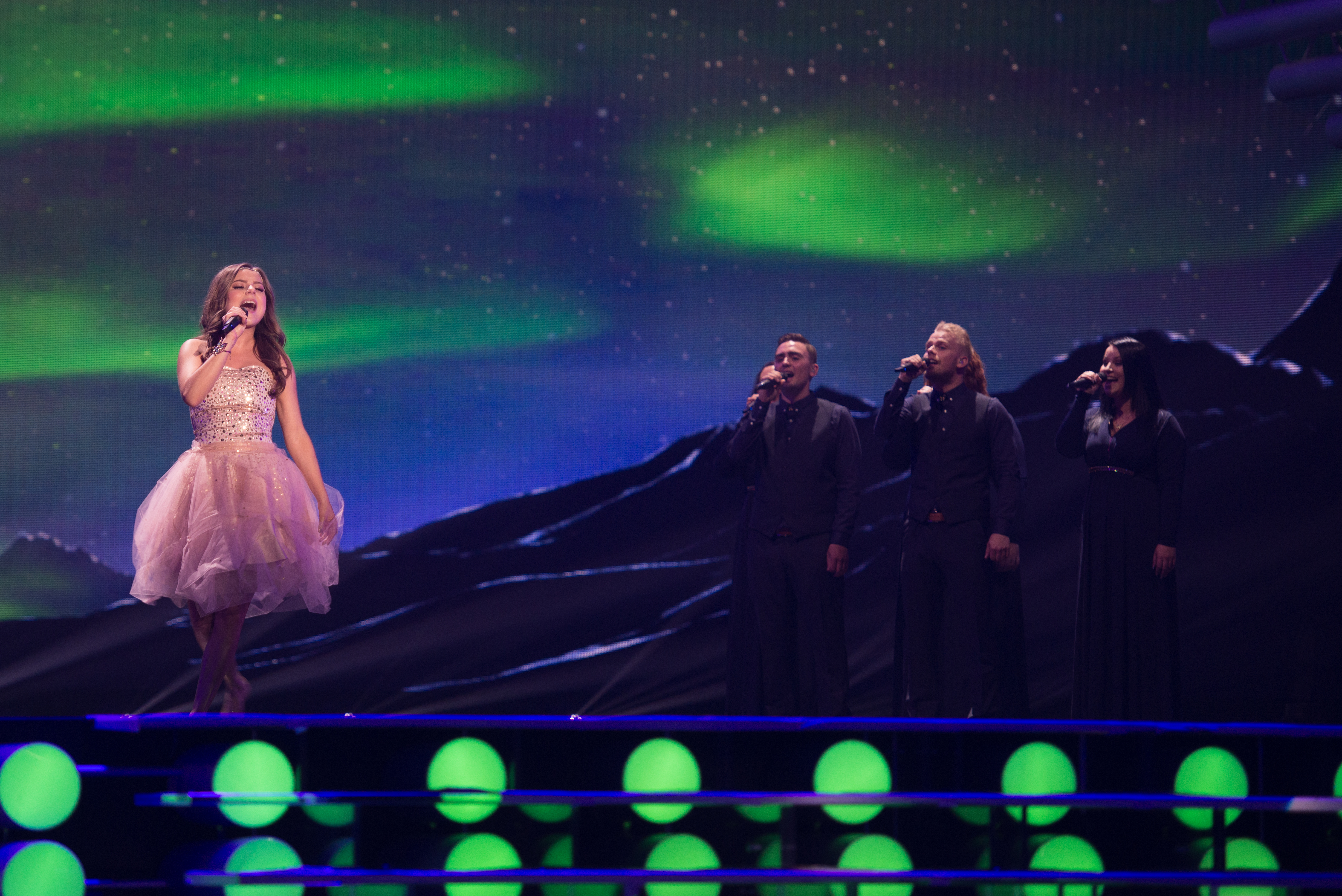
María Ólafsdóttir em Viena (2015)
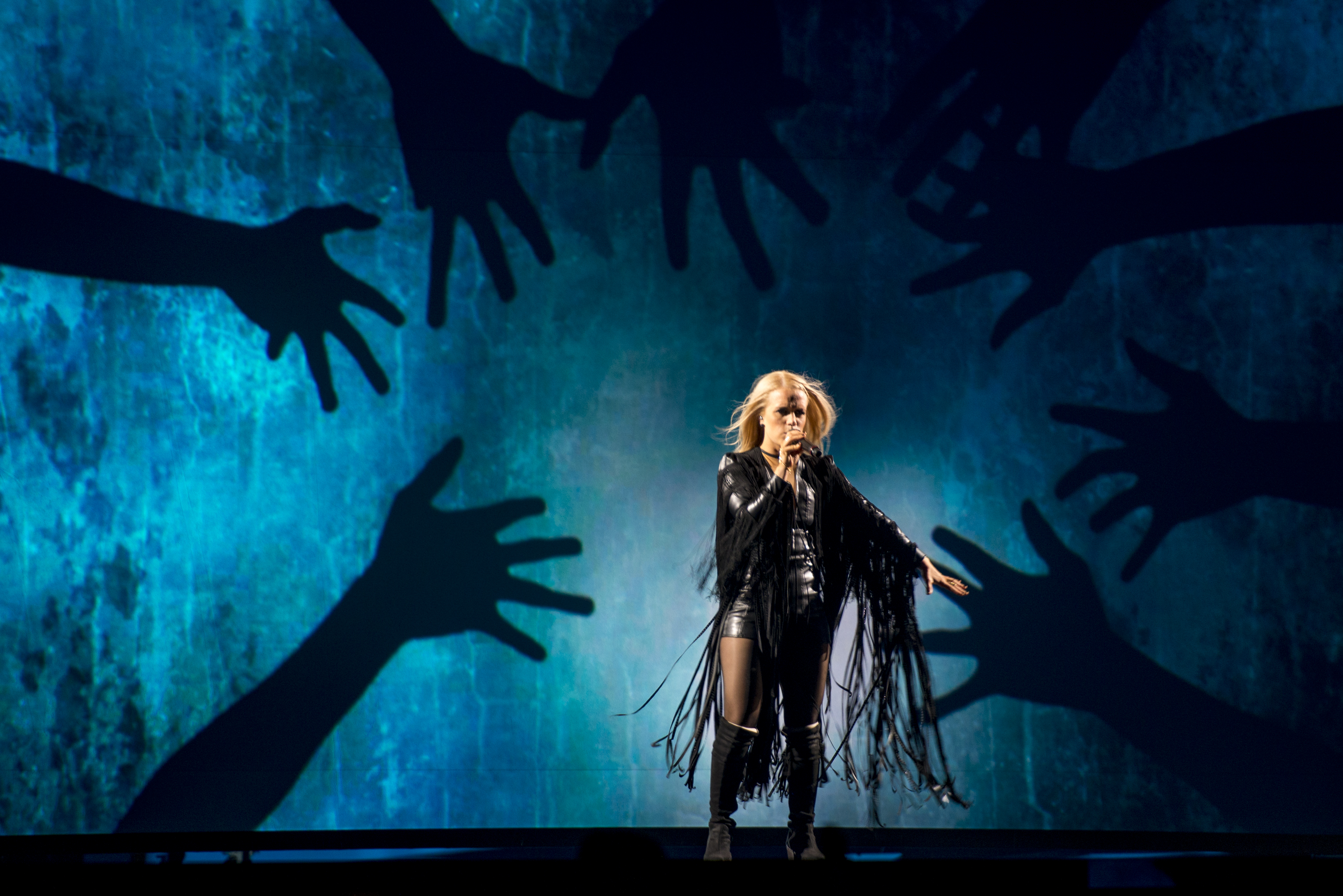
Gréta Salóme Stefánsdóttir em Estocolmo (2016)
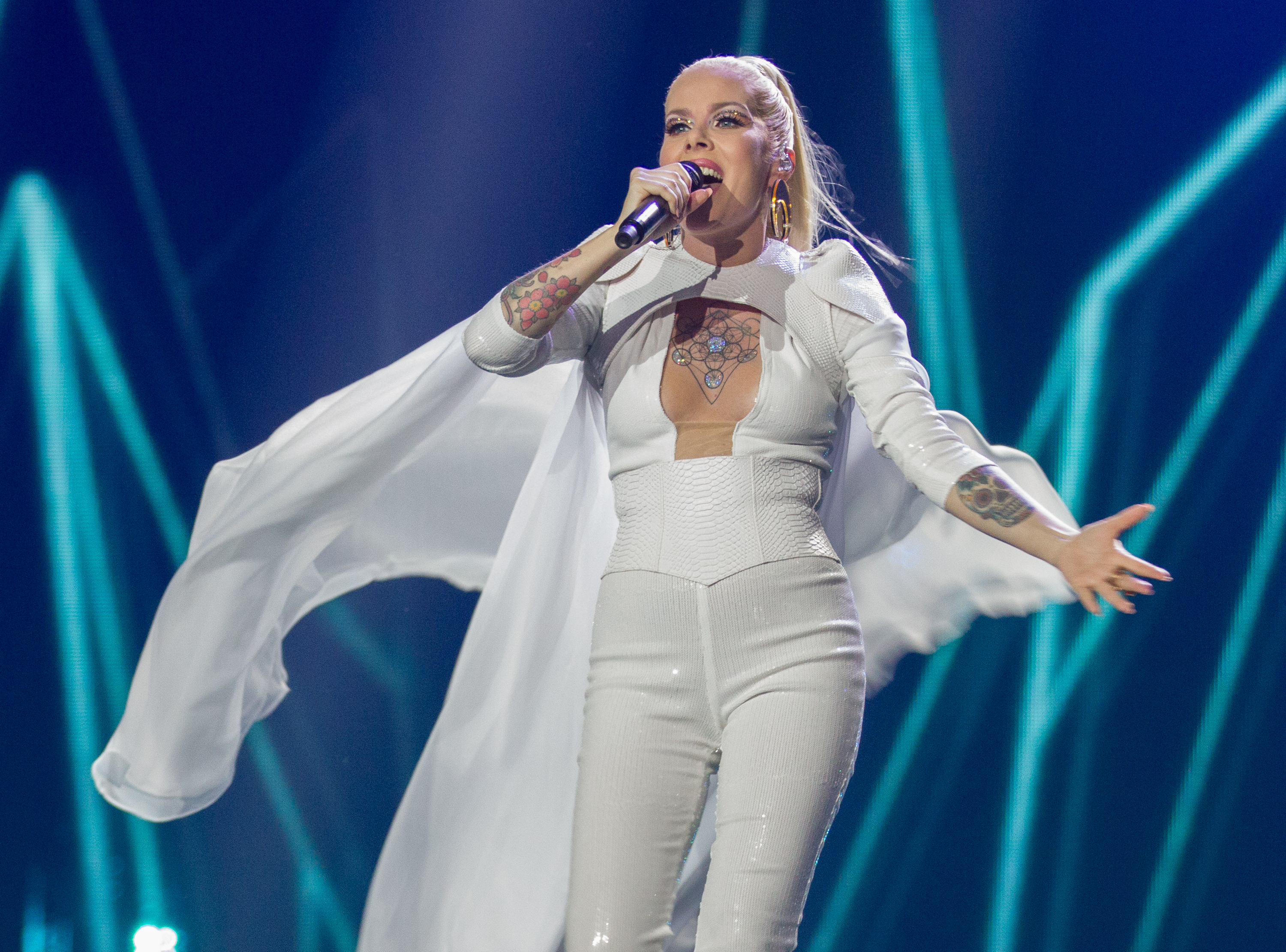
Svala em Kiev (2017)
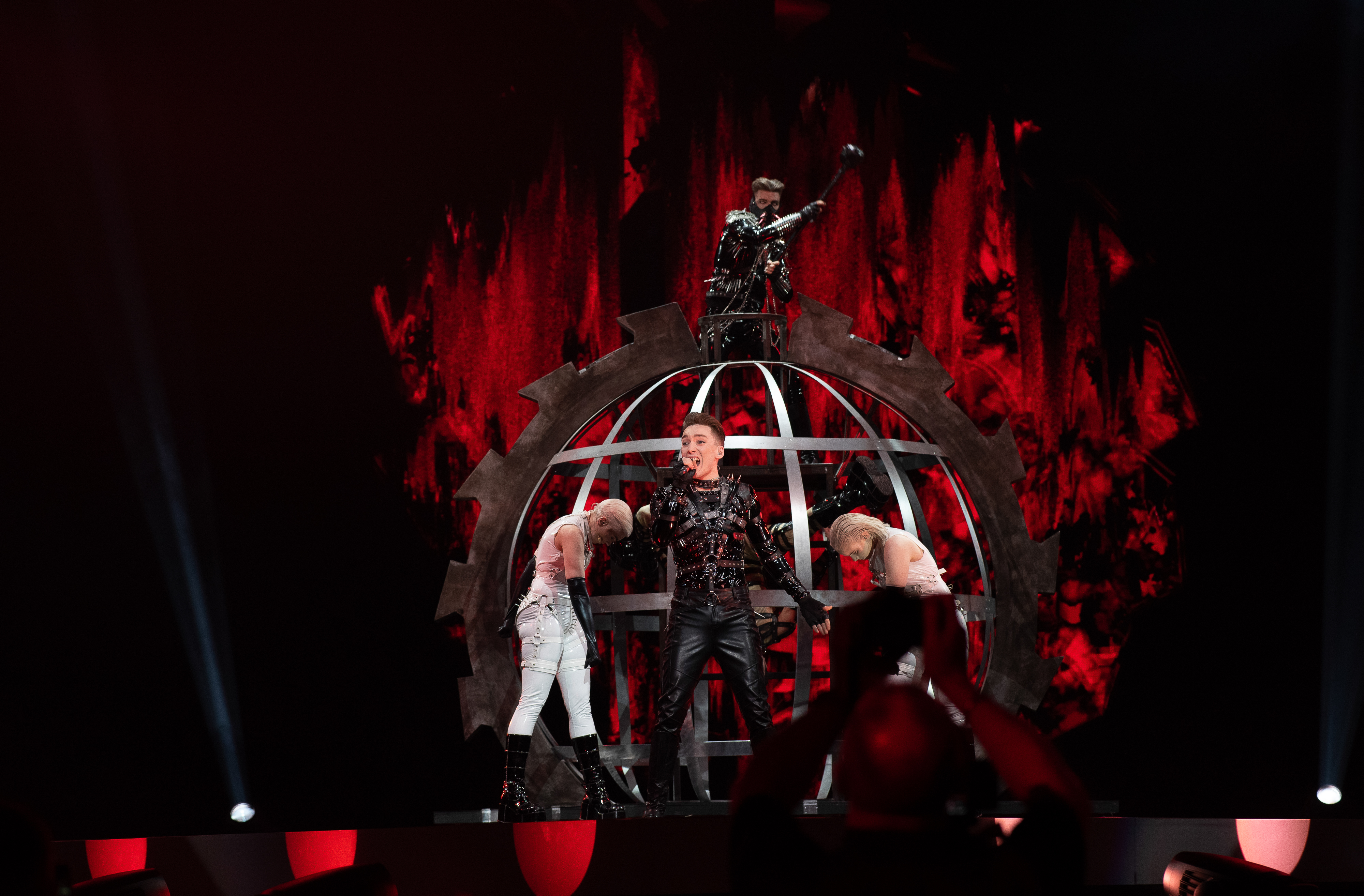
Hatari em Tel Aviv (2019)

## Participações
Legenda
     Vencedor
     2.º lugar
     3.º lugar
     Pontuação Nula ("Null Points")/Último Lugar
     Melhor classificação (fora do top 3)
     Qualificação para a final (fora do top 3)
     País-anfitrião
     Desclassificado
| #   | Ano             | Artista                    | Canção                                        | Língua         | Final                    | Pontos                   | Semi                        | Pontos                      |
| --- | --------------- | -------------------------- | --------------------------------------------- | -------------- | ------------------------ | ------------------------ | --------------------------- | --------------------------- |
| 1º  | Bergen 1986     | ICY                        | "Gleðibankinn" O banco da alegria             | Islandês       | 16º                      | 19                       | Sem semi-finais             | Sem semi-finais             |
| 2º  | Bruxelas 1987   | Halla Margrét              | "Hægt og hljótt" Devagar e silenciosamente    | Islandês       | 16º                      | 28                       | Sem semi-finais             | Sem semi-finais             |
| 3º  | Dublin 1988     | Beathoven                  | "Þú og þeir (Sókrates)" Tu e eles (Sócrates)  | Islandês       | 16º                      | 20                       | Sem semi-finais             | Sem semi-finais             |
| 4º  | Lausanne 1989   | Daníel Ágúst               | "Það sem enginn sér" Aquilo que ninguém vê    | Islandês       | 22º                      | 0                        | Sem semi-finais             | Sem semi-finais             |
| 5º  | Zagreb 1990     | Stjórnin                   | "Eitt lag enn" Mais uma canção                | Islandês       | 4º                       | 124                      | Sem semi-finais             | Sem semi-finais             |
| 6º  | Roma 1991       | Stefán & Eyfi              | "Draumur um Nínu" Sonhar com Nina             | Islandês       | 15º                      | 26                       | Sem semi-finais             | Sem semi-finais             |
| 7º  | Malmö 1992      | Heart 2 Heart              | "Nei eða já" Sim ou não?                      | Islandês       | 7º                       | 80                       | Sem semi-finais             | Sem semi-finais             |
| 8º  | Millstreet 1993 | Inga                       | "Þá veistu svarið" Então saberás a resposta   | Islandês       | 13º                      | 42                       | Kvalifikacija za Millstreet | Kvalifikacija za Millstreet |
| 9º  | Dublin 1994     | Sigga                      | "Nætur" Noites                                | Islandês       | 12º                      | 49                       | Sem semi-finais             | Sem semi-finais             |
| 10º | Dublin 1995     | Bo Halldórsson             | "Núna" Agora                                  | Islandês       | 15º                      | 31                       | Sem semi-finais             | Sem semi-finais             |
| 11º | Oslo 1996       | Anna Mjöll                 | "Sjúbídú"                                     | Islandês       | 13º                      | 51                       | 10º                         | 59                          |
| 12º | Dublin 1997     | Paul Oscar                 | "Minn hinsti dans" A minha última dança       | Islandês       | 20º                      | 18                       | Sem semi-finais             | Sem semi-finais             |
|     | Birmingham 1998 | Não participou             | Não participou                                | Não participou | Não participou           | Não participou           | Sem semi-finais             | Sem semi-finais             |
| 13º | Jerusalém 1999  | Selma                      | "All Out of Luck" Sem sorte nenhuma           | Inglês         | 2º                       | 146                      | Sem semi-finais             | Sem semi-finais             |
| 14º | Estocolmo 2000  | August & Telma             | "Tell Me!" Diz-me                             | Inglês         | 12º                      | 45                       | Sem semi-finais             | Sem semi-finais             |
| 15º | Copenhaga 2001  | Two Tricky                 | "Angel" Anjo                                  | Inglês         | 22º                      | 3                        | Sem semi-finais             | Sem semi-finais             |
|     | Tallinn 2002    | Não participou             | Não participou                                | Não participou | Não participou           | Não participou           | Sem semi-finais             | Sem semi-finais             |
| 16º | Riga 2003       | Birgitta                   | "Open Your Heart" Abre o teu coração          | Inglês         | 8º                       | 81                       | Sem semi-finais             | Sem semi-finais             |
| 17º | Istambul 2004   | Jónsi                      | "Heaven" Paraíso                              | Inglês         | 19º                      | 16                       | Top 11 no ano anterior      | Top 11 no ano anterior      |
| 18º | Kiev 2005       | Selma                      | "If I Had Your Love" Se eu tivesse o teu amor | Inglês         | Não se qualificou        | Não se qualificou        | 16º                         | 52                          |
| 19º | Atenas 2006     | Silvia Night               | "Congratulations" Parabéns                    | Inglês         | Não se qualificou        | Não se qualificou        | 13º                         | 62                          |
| 20º | Helsínquia 2007 | Eiríkur Hauksson           | "Valentine Lost" Amor perdido                 | Inglês         | Não se qualificou        | Não se qualificou        | 13º                         | 77                          |
| 21º | Belgrado 2008   | Euroband                   | "This Is My Life" Esta é a minha vida         | Inglês         | 14º                      | 64                       | 8º                          | 68                          |
| 22º | Moscovo 2009    | Yohanna                    | "Is It True?" É Verdade?                      | Inglês         | 2º                       | 218                      | 1º                          | 174                         |
| 23º | Oslo 2010       | Hera Björk                 | "Je ne sais quoi" Eu não sei o quê            | Inglês         | 19º                      | 41                       | 3º                          | 123                         |
| 24º | Düsseldorf 2011 | Sjonni's Friends           | "Coming Home" Voltando para Casa              | Inglês         | 20º                      | 61                       | 4º                          | 100                         |
| 25º | Baku 2012       | Gréta Salomé & Jónsi       | "Never Forget" Nunca te esqueças              | Inglês         | 20º                      | 46                       | 8º                          | 75                          |
| 26º | Malmö 2013      | Eyþór Ingi Gunnlaugsson    | "Ég á Líf" Eu tenho uma vida                  | Islandês       | 17º                      | 47                       | 6º                          | 72                          |
| 27º | Copenhaga 2014  | Pollapönk                  | "No prejudice" Sem preconceito                | Inglês         | 15º                      | 58                       | 8º                          | 61                          |
| 28º | Viena 2015      | María Ólafsdóttir          | "Unbroken" Intacto                            | Inglês         | Não se qualificou        | Não se qualificou        | 15º                         | 14                          |
| 29º | Estocolmo 2016  | Gréta Salóme Stefánsdóttir | "Hear Them Calling" Ouvi-los a chamar         | Inglês         | Não se qualificou        | Não se qualificou        | 14º                         | 51                          |
| 30º | Kiev 2017       | Svala                      | "Paper" Papel                                 | Inglês         | Não se qualificou        | Não se qualificou        | 15º                         | 60                          |
| 31º | Lisboa 2018     | Ari Ólafsson               | "Our Choice" A Nossa Escolha                  | Inglês         | Não se qualificou        | Não se qualificou        | 19º                         | 15                          |
| 32º | Tel Aviv 2019   | Hatari                     | "Hatrið mun sigra" O ódio prevalecerá         | Islandês       | 10º                      | 232                      | 3º                          | 221                         |
|     | Roterdão 2020   | Daði og Gagnamagnið        | "Think About Things" Pensar Sobre as Coisas   | Inglês         | A edição não se realizou | A edição não se realizou | A edição não se realizou    | A edição não se realizou    |
| 33º | Roterdão 2021   | Daði og Gagnamagnið        | "10 Years" 10 Anos                            | Inglês         | 4º                       | 378                      | 2º                          | 288                         |
| 34º | Turim 2022      | Systur                     | "Með hækkandi sól" Com o sol nascente         | Islandês       | 23º                      | 20                       | 10º                         | 103                         |
| 35º | Liverpool 2023  | Diljá                      | "Power" Poder                                 | Inglês         | Não se qualificou        | Não se qualificou        | 11º                         | 44                          |
| 36º | Malmö 2024      | Hera Björk                 | "Scared of Heights" Medo das alturas          | Inglês         | Não se qualificou        | Não se qualificou        | 15º                         | 3                           |
| 37º | Basileia 2025   | Væb                        | "Róa" Remo                                    | Islandês       | 25º                      | 33                       | 6º                          | 97                          |

| Ano             | Artista                    | Canção              | Final             | Final             | Final             | Final             | Final             | Final             | Semi            | Semi            | Semi            | Semi            | Semi | Semi   |
| Ano             | Artista                    | Canção              | Tlv.              | Pontos            | Júri              | Pontos            | Cl.               | Pontos            | Tlv.            | Pontos          | Júri            | Pontos          | Cl.  | Pontos |
| --------------- | -------------------------- | ------------------- | ----------------- | ----------------- | ----------------- | ----------------- | ----------------- | ----------------- | --------------- | --------------- | --------------- | --------------- | ---- | ------ |
| Moscovo 2009    | Yohanna                    | "Is It True?"       | 2º                | 260               | 4º                | 173               | 2º                | 218               | Apenas televoto | Apenas televoto | Apenas televoto | Apenas televoto | 1º   | 174    |
| Oslo 2010       | Hera Björk                 | "Je ne sais quoi"   | 15º               | 40                | 19º               | 57                | 19º               | 41                | 2º              | 149             | 6º              | 85              | 3º   | 123    |
| Düsseldorf 2011 | Sjonni's Friends           | "Coming Home"       | 19º               | 60                | 19º               | 72                | 20º               | 61                | 6º              | 79              | 3º              | 104             | 4º   | 100    |
| Baku 2012       | Gréta Salomé & Jónsi       | "Never Forget"      | 19º               | 39                | 19º               | 53                | 20º               | 46                | 8º              | 79              | 11º             | 70              | 8º   | 75     |
| Malmö 2013      | Eyþór Ingi Gunnlaugsson    | "Ég á Líf"          | 12º               | 13.05             | 16º               | 13.41             | 17º               | 47                | 9º              | 8.61            | 8º              | 7.40            | 6º   | 72     |
| Copenhaga 2014  | Pollapönk                  | "No prejudice"      | 12º               | 46                | 15º               | 59                | 15º               | 58                | 9º              | 50              | 8º              | 68              | 8º   | 61     |
| Viena 2015      | María Ólafsdóttir          | "Unbroken"          | Não se qualificou | Não se qualificou | Não se qualificou | Não se qualificou | Não se qualificou | Não se qualificou | 14º             | 21              | 15º             | 15              | 15º  | 14     |
| Estocolmo 2016  | Gréta Salóme Stefánsdóttir | "Hear Them Calling" | Não se qualificou | Não se qualificou | Não se qualificou | Não se qualificou | Não se qualificou | Não se qualificou | 13º             | 24              | 13º             | 27              | 14º  | 51     |
| Kiev 2017       | Svala                      | "Paper"             | Não se qualificou | Não se qualificou | Não se qualificou | Não se qualificou | Não se qualificou | Não se qualificou | 14º             | 31              | 15º             | 29              | 15º  | 60     |
| Lisboa 2018     | Ari Ólafsson               | "Our Choice"        | Não se qualificou | Não se qualificou | Não se qualificou | Não se qualificou | Não se qualificou | Não se qualificou | 19º             | 0               | 19º             | 15              | 19º  | 15     |
| Tel Aviv 2019   | Hatari                     | "Hatrið mun sigra"  | 6º                | 186               | 16º               | 46                | 10º               | 232               | 1º              | 151             | 8º              | 70              | 3º   | 221    |
| Roterdão 2021   | Daði og Gagnamagnið        | "10 Years"          | 5º                | 180               | 5º                | 198               | 4º                | 378               | 2º              | 148             | 3º              | 140             | 2º   | 288    |
| Turim 2022      | Systur                     | "Með hækkandi sól"  | 18º               | 10                | 23º               | 10                | 23º               | 20                | 10º             | 39              | 8º              | 64              | 10º  | 103    |
| Liverpool 2023  | Diljá                      | "Power"             | Não se qualificou | Não se qualificou | Não se qualificou | Não se qualificou | Não se qualificou | Não se qualificou | Apenas televoto | Apenas televoto | Apenas televoto | Apenas televoto | 11º  | 44     |
| Malmö 2024      | Hera Björk                 | "Scared of Heights" | Não se qualificou | Não se qualificou | Não se qualificou | Não se qualificou | Não se qualificou | Não se qualificou | Apenas televoto | Apenas televoto | Apenas televoto | Apenas televoto | 15º  | 3      |
| Basileia 2025   | Væb                        | "Róa"               | 17º               | 33                | 26º               | 0                 | 25º               | 33                | Apenas televoto | Apenas televoto | Apenas televoto | Apenas televoto | 6º   | 97     |

## Comentadores e porta-vozes
| Ano(s) | Comentador televisivo      | Porta-voz                      |
| ------ | -------------------------- | ------------------------------ |
| 1970   | Sem comentador             | Não participou                 |
| 1971   | Desconhecido               | Não participou                 |
| 1972   | Björn Mattíhason           | Não participou                 |
| 1973   | Jón O. Edwald              | Não participou                 |
| 1974   | Desconhecido               | Não participou                 |
| 1975   | Dóra Hafsteinsdóttir       | Não participou                 |
| 1976   | Jón Skaptason              | Não participou                 |
| 1977   | Sem comentador             | Não participou                 |
| 1978   | Ragna Ragnars              | Não participou                 |
| 1979   | Desconhecido               | Não participou                 |
| 1980   | Desconhecido               | Não participou                 |
| 1981   | Desconhecido               | Não participou                 |
| 1982   | Desconhecido               | Não participou                 |
| 1983   | Desconhecido               | Não participou                 |
| 1984   | Desconhecido               | Não participou                 |
| 1985   | Hinrik Bjarnason           | Não participou                 |
| 1986   | Þorgeir Ástvaldsson        | Guðrún Skúladóttir             |
| 1987   | Kolbrún Halldórsdóttir     | Guðrún Skúladóttir             |
| 1988   | Hermann Gunnarsson         | Guðrún Skúladóttir             |
| 1989   | Arthúr Björgvin Bollason   | Erla Björk Skúladóttir         |
| 1990   | Arthúr Björgvin Bollason   | Árni Snævarr                   |
| 1991   | Arthúr Björgvin Bollason   | Sigríður Pétursdóttir          |
| 1992   | Árni Snævarr               | Guðrún Skúladóttir             |
| 1993   | Jakob Frímann Magnússon    | Guðrún Skúladóttir             |
| 1994   | Jakob Frímann Magnússon    | Sigríður Arnardóttir           |
| 1995   | Jakob Frímann Magnússon    | Áslaug Dóra Eyjólfsdóttir      |
| 1996   | Jakob Frímann Magnússon    | Svanhildur Konráðsdóttir       |
| 1997   | Jakob Frímann Magnússon    | Svanhildur Konráðsdóttir       |
| 1998   | Páll Óskar Hjálmtýsson     | Não participou                 |
| 1999   | Gísli Marteinn Baldursson  | Áslaug Dóra Eyjólfsdóttir      |
| 2000   | Gísli Marteinn Baldursson  | Ragnheiður Elín Clausen        |
| 2001   | Gísli Marteinn Baldursson  | Eva María Jónsdóttir           |
| 2002   | Logi Bergmann Eiðsson      | Não participou                 |
| 2003   | Gísli Marteinn Baldursson  | Eva María Jónsdóttir           |
| 2004   | Gísli Marteinn Baldursson  | Sigrún Ósk Kristjánsdóttir     |
| 2005   | Gísli Marteinn Baldursson  | Ragnhildur Steinunn Jónsdóttir |
| 2006   | Sigmar Guðmundsson         | Ragnhildur Steinunn Jónsdóttir |
| 2007   | Sigmar Guðmundsson         | Ragnhildur Steinunn Jónsdóttir |
| 2008   | Sigmar Guðmundsson         | Brynja Þorgeirsdóttir          |
| 2009   | Sigmar Guðmundsson         | Þóra Tómasdóttir               |
| 2010   | Sigmar Guðmundsson         | Jóhanna Guðrún Jónsdóttir      |
| 2011   | Hrafnhildur Halldórsdóttir | Ragnhildur Steinunn Jónsdóttir |
| 2012   | Hrafnhildur Halldórsdóttir | Matthías Matthíasson           |
| 2013   | Felix Bergsson             | María Sigrún Hilmarsdóttir     |
| 2014   | Felix Bergsson             | Benedikt Valsson               |
| 2015   | Felix Bergsson             | Sigríður Halldórsdóttir        |
| 2016   | Gísli Marteinn Baldursson  | Unnsteinn Manuel Stefánsson    |
| 2017   | TBA                        | TBA                            |

## Maestros
| Ano(s) | Maestro               |
| ------ | --------------------- |
| 1986   | Gunnar Þórðarson      |
| 1987   | Hjálmar H. Ragnarsson |
| 1988   | Sem maestro           |
| 1989   | Sem maestro           |
| 1990   | Jon Kjell Seljeseth   |
| 1991   | Jón Ólafsson          |
| 1992   | Nigel Wright          |
| 1993   | Jon Kjell Seljeseth   |
| 1994   | Frank McNamara        |
| 1995   | Frank McNamara        |
| 1996   | Ólafur Gaukur         |
| 1997   | Szymon Kuran(a)       |
| 1998   | Não participou        |

Notas:
↑(a)  Szymon Kuran obtera a cidadania islandesa em 1991.

## Historial de votação
| Islândia deu mais pontos a: | Islândia deu mais pontos a: | Islândia deu mais pontos a: |
| Rank                        | País                        | Pontos                      |
| --------------------------- | --------------------------- | --------------------------- |
| 1                           | Suécia                      | 261                         |
| 2                           | Dinamarca                   | 232                         |
| 3                           | Noruega                     | 186                         |
| 4                           | Finlândia                   | 145                         |
| 5                           | Portugal                    | 115                         |

| Islândia recebeu mais pontos de: | Islândia recebeu mais pontos de: | Islândia recebeu mais pontos de: |
| Rank                             | País                             | Pontos                           |
| -------------------------------- | -------------------------------- | -------------------------------- |
| 1                                | Suécia                           | 182                              |
| 2                                | Dinamarca                        | 157                              |
| 2                                | Noruega                          | 157                              |
| 4                                | Finlândia                        | 141                              |
| 5                                | Espanha                          | 109                              |

## Outros Festivais

### Festival Eurovisão da Canção Júnior
Nunca Participou